# Grote Steelpan

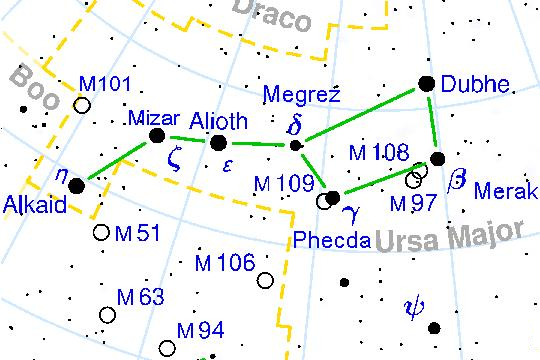
Het asterisme van de Grote Steelpan (afgebeeld in groen op deze sterrenkaart) is een onderdeel van het sterrenbeeld Ursa Major.

De Grote Steelpan of Steelpan is zelf geen sterrenbeeld. Het bestaat uit de 7 helderste sterren van het sterrenbeeld de Grote Beer.
Op het noordelijk halfrond is dit asterisme altijd 's nachts te zien. Het is van oudsher een bron van navigatie en inleiding voor de sterrenbeelden voor de jeugd geweest.
De typische vorm met 4 sterren die een "pan" vormen en 3 sterren die de "steel" van de pan vormen is duidelijk herkenbaar. Een lijn door de 2 uiterste sterren van de pan leidt naar de Poolster. Deze is het begin van het de steel van de Kleine Steelpan of het Steelpannetje, het sterrenbeeld de Kleine Beer. Deze heeft dezelfde typische vorm maar dan kleiner en omgekeerd.